# Ondo
Ondo är en stad i sydvästra Nigeria. Den ligger i delstaten Ondo och har ungefär 200 000 invånare (2006).